# 小行星1549
小行星1549（1549 Mikko）是一颗围绕太阳公转的小行星。1937年4月2日，爾約·維薩拉在图尔库发现了此天体。
該小行星以芬蘭業餘天文學家米科·亞瑟·列萬德（Mikko Arthur Levande）命名。
这颗小行星的绝对星等为6.28555等。